# Reinhold Tacke
Reinhold Tacke (* 1949 in Celle) ist ein deutscher Chemiker und Hochschullehrer für Anorganische Chemie an der Universität Würzburg. 

## Leben
Tacke studierte von 1968 bis 1972 Chemie an der Technischen Universität Braunschweig und promovierte dort im Jahre  1974 bei Ulrich Wannagat. Von 1973 bis 1977 war er in Braunschweig wissenschaftlicher Assistent und anschließend bis 1984 Oberassistent. Im Jahre  1981 wurde er  ebenfalls in Braunschweig habilitiert. 1985 wurde er dort außerplanmäßiger Professor. Von 1988 bis 1995 war er dann C3-Professor für Anorganische Chemie an der Universität Karlsruhe. 
1995 nahm er einen Ruf an die Universität Würzburg auf eine C4-Professur für Anorganische Chemie an. Von 1999 bis 2001 war er dort Dekan der Fakultät für Chemie und Pharmazie  und leitete im Jahre  2005 kommissarisch den Lehrstuhl für Silicatchemie der Universität Würzburg. 
Im Jahre 2017 erfolgte die Emeritierung.

## Wirken
Tacke war von 1996 bis 1997 Vorsitzender des GDCh-Ortsverbandes Unterfranken und von 1998 bis 1999 	Vorsitzender der Physikalisch-Medizinischen Gesellschaft zu Würzburg (Physico-Medica). Er war von 2003 bis 2005 Vorsitzender der Arbeitsgemeinschaft Deutscher Universitäts-Professoren für Chemie (ADUC). Er ist seit 2002 	Mitglied des Kuratoriums der Wacker Chemie AG.
Seine Lehr- und Forschungsgebiete aus der Organosiliciumchemie sind höherkoordinierte Siliciumverbindungen, bioaktive Siliciumverbindungen und siliciumhaltige Arzneimittel (Silapharmaka).

## Publikationen (Auswahl)
- Reinhold Tacke: Bioaktive Siliciumverbindungen. In: Chemie in unserer Zeit. 14, Nr. 6, 1980, S. 197–207, doi:10.1002/ciuz.19800140605.

## Auszeichnungen
- 1986: 2. Preis des „Boehringer Ingelheim Award 1986“ (zusammen mit Ernst Mutschler et al.)
- 1988: Wacker-Silicon-Preis